# كأس البرتغال 1991–92
كأس البرتغال 1991–92 (بالبرتغالية: Taça de Portugal de 1991–92‏) هو موسم من كأس البرتغال. فاز فيه نادي بوافيشتا.